# 莊起元
莊起元（1575年—？），字中孺，號鶴坡，直隸常州府武進縣籍鎮江府金壇縣人，明朝政治人物。

## 生平
萬曆三十四年（1606年）丙午應天鄉試四十五名舉人，萬曆三十八年庚戌科第三甲第一百二十六名進士。授兵部觀政，授浙江金華府浦江知縣，調繁蘭谿縣，四十四年陞南戶部主事，四十六年淮安管倉。擢升江西撫州府知府。天啓末督饷天津，七年五月加山东佥事，专理辽饷兼管淮粮，以忤魏忠贤戍山海关。后擢太仆寺少卿。所著有《四書詩經導竅》、《漆園扈言》。

## 家族
曾祖莊齊，庠生；祖莊憲，庠生；父莊以臨，勑贈知縣；母唐氏（敕贈孺人）。永感下。兄起蒙（庠生），弟庄廷臣（同科會魁、禮部精膳司主事）；庄廷弼；庄起光（把總）；庄廷祥；庄鳴謙（丙午亞魁）、庄撝謙（乙卯舉人）。子莊應德（丙辰進士）；應熙（庠生）；應期（庠生）；應會（庠生）；應詔。